# Aeródromo de Coahuayana
El Aeródromo de Coahuayana (Código ICAO: MM66 - Código DGAC: CHY), es un aeropuerto regional ubicado en la ciudad de Coahuayana, Michoacán, México y encargado del tráfico aéreo de la misma. Actualmente no tiene torre de control, solo cuenta con servicio de hangares. Ninguna compañía de vuelos comerciales o de carga opera allí, solo operan compañías fumigadoras y particulares.
La pista de aterrizaje es de asfalto y tiene 1500 m de longitud y 22 m de ancho. No tiene iluminación en su pista, por lo que solo es de uso diurno.